# Brad Ashford

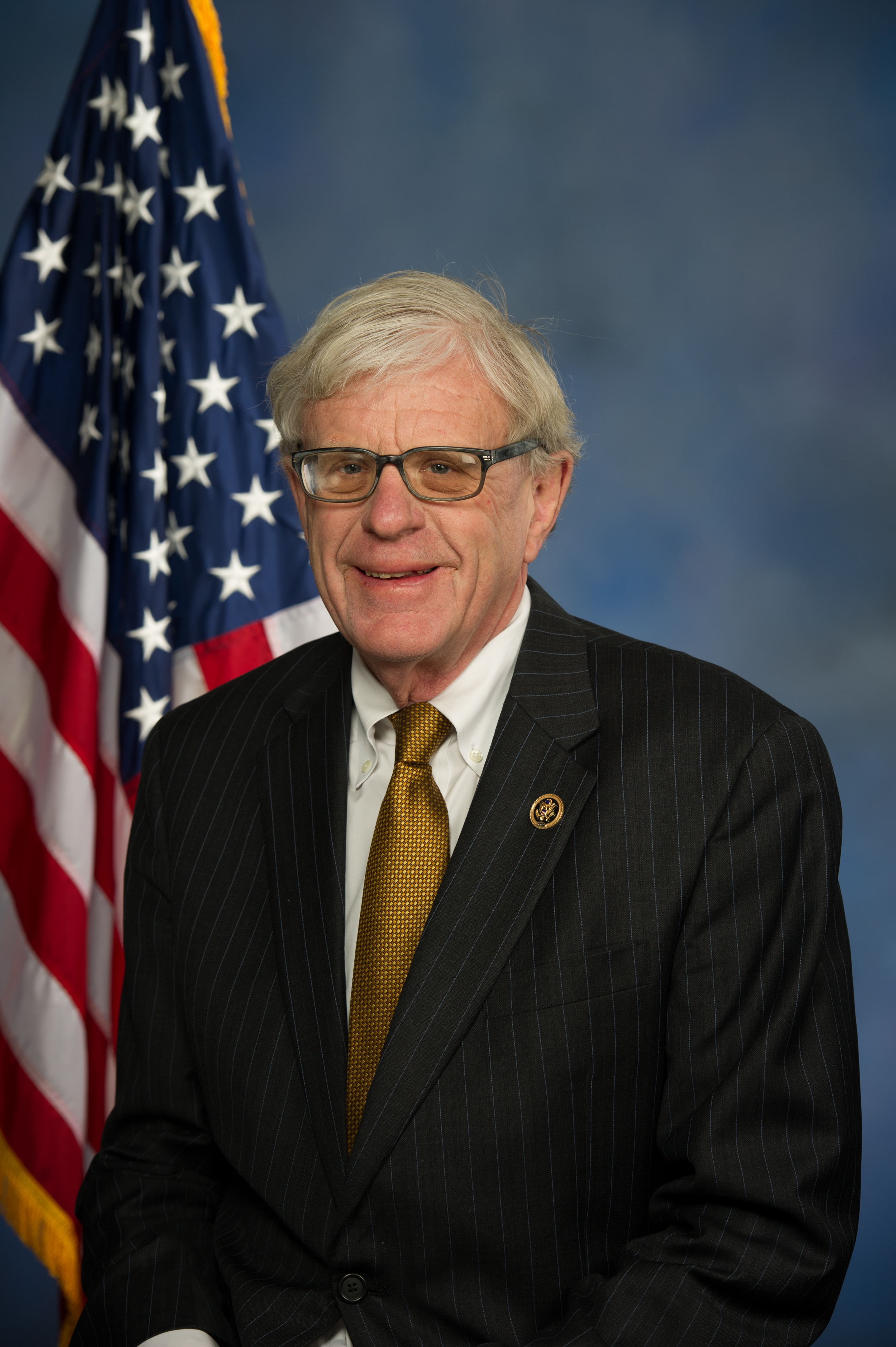
Brad Ashford (2015)

John Bradley „Brad“ Ashford (* 10. November 1949 in Omaha, Nebraska; † 19. April 2022) war ein US-amerikanischer Politiker. Von 2015 bis 2017 vertrat er für die Demokratische Partei Omaha und Vorstädte im US-Repräsentantenhaus. 2018 scheiterte er in der parteiinternen Vorwahl für seinen früheren Sitz.

## Werdegang
Im Jahr 1967 absolvierte Brad Ashford die Westside High School in Omaha. Danach studierte er bis 1971 an der Colgate University in Hamilton im Bundesstaat New York. Nach einem anschließenden Jurastudium an der Creighton University in Omaha und seiner Zulassung als Rechtsanwalt begann er in diesem Beruf zu arbeiten. Im Laufe der Jahre war er für einige Regierungsstellen seines Staates juristisch tätig. In den Jahren 1974 und 1975 vertrat er die Interessen der Federal Highway Administration. Zwischen 1984 und 1986 war er Richter am Court of Industrial Relations. Bradley war auch abseits der Justiz geschäftlich bei verschiedenen Unternehmen engagiert. Seit 1993 ist er Präsident der Firma Bugeaters, Incorporated. Ebenfalls seit 1993 ist er auch Miteigentümer der Nebraska Clothing Company. Er ist außerdem Mitglied zahlreicher Organisationen und Vereinigungen.
Politisch änderte Ashford mehrfach seine Parteizugehörigkeit. Zwischen 1967 und 1983 sowie nochmals von 1989 bis 2011 war er Republikaner; von 1984 bis 1988 war er Mitglied der Demokratischen Partei, der er seit 2013 wieder angehört. Von 2011 bis 2013 war er parteiunabhängig. Zwischen 1987 und 1994 und nochmals von 2006 bis 2014 saß er in der Nebraska Legislature. Außerdem leitete er zwischen 1998 und 2003 das Baudezernat (Housing Authority) seines Staates.
Bei der Wahl 2014 wurde Ashford im zweiten Kongresswahlbezirk Nebraskas in das US-Repräsentantenhaus in Washington, D.C. gewählt, wo er am 3. Januar 2015 die Nachfolge des Republikaners Lee Terry antrat, den er bei der Wahl geschlagen hatte. Damit war er einer von nur drei demokratischen Kandidaten, die sich in zuvor durch Republikaner vertretenen Bezirken durchsetzen konnten. Die anderen beiden waren Gwen Graham aus Florida und Pete Aguilar aus Kalifornien. Ashfords Wahlbezirk umfasst die Metropolregion Omaha, schließt also neben der Stadt einige Vorstädte ein und ist trotz leichter republikanischer Vorteile (Cook Partisan Voting Index: R+4) der am stärksten demokratisch geneigte des konservativ geprägten „roten Staates“ Nebraska.
Bei der Wahl im November 2016 verlor Ashford mit 4000 Stimmen Rückstand knapp gegen den Republikaner Don Bacon. Daher schied er am 3. Januar 2017 aus dem Kongress aus.
In der Vorwahl der Demokraten bewarb er sich 2018 erneut um die Nominierung für seinen früheren Sitz, unterlag aber trotz finanzieller Vorteile und Unterstützung durch die Bundespartei mit 49 zu 51 Prozent der Parteilinken Kara Eastman. Beobachter sahen darin ein Anzeichen, dass der Widerstand gegen Donald Trumps Präsidentschaft auch die Parteipolitik erreicht haben könnte.